# 유엔 안전 보장 이사회 결의 제2633호
유엔 안전 보장 이사회 결의 제2633호는 2022년 5월 26일에 채택되었다. 결의안의 주요 내용은 2023년 5월 31일까지 남수단에 대한 무기 금수 조치를 갱신하는 것이다.
중국과 가봉, 인도, 케냐, 러시아는 기권하였다.

## 같이 보기
- 유엔 안전 보장 이사회 결의 제2601 ~ 2700호